# Taetre
Taetre ist eine schwedische Melodic-Death- und Thrash-Metal-Band aus Göteborg, die im Jahr 1993 gegründet wurde.

## Geschichte
Die Band wurde im Jahr 1993 gegründet. Nachdem in den Folgejahren zwei Demos veröffentlicht wurden, erschien im Jahr 1997 das Debütalbum The Art. Durch den Erfolg des Debütalbums, begann die Band sofort nach der Veröffentlichung die Arbeiten zum zweiten Album, sodass dieses weniger als ein Jahr später unter dem Namen Out of Emotional Disorder veröffentlicht wurde. Nach der Veröffentlichung verließ Bassist Conny Vandling die Band und wurde durch Daniel Kvist ersetzt. Außerdem löste die Band ihren Vertrag bei Diehard Records auf und unterschrieb bei Mighty Music. Anfang 2002 nahm die Band ihr drittes Album Divine Misanthropic Madness auf. Kurz vorher hatte Danyael Nilsson die Band verlassen und wurde durch Gitarrist Maggot ersetzt. Das Album erschien im Oktober 2002. Gegen Ende April 2003 folgte die erste Europatournee der Band zusammen mit Defleshed und Diabolical. Gegen Ende des Sommers 2003 nahm die Band eine Coverversion des Liedes At the Gates der gleichnamigen Band für ein At-the-Gates-Tribute-Album auf. Danach kam Gitarrist Nilsson wieder zurück zu Band und im Sommer 2004 begann die Band die Aufnahmen zu ihrem vierten Album Psychopath; dieses ist noch nicht erschienen.

## Stil
Die Band spielt eine Mischung aus melodischem Death Metal und Thrash Metal, wobei die Musik in der Geschwindigkeit sehr variabel gehalten ist.

## Diskografie
- 1995: Demo 1995 (Demo, Eigenveröffentlichung)
- 1996: Eternal Eclipse (Demo, Eigenveröffentlichung)
- 1997: The Art (Album, Diehard Records)
- 1998: Out of Emotional Disorder (Album, Diehard Records)
- 2002: Divine Misanthropic Madness (Album, Mighty Music)